# 24の奇想曲
『24の奇想曲』（または24のカプリース、伊：24 Capricci）作品1, MS 25は、イタリアの作曲家であるニコロ・パガニーニが作曲したヴァイオリン独奏曲。
無伴奏曲であり、ヴァイオリンの重音奏法や、視覚的にも演奏効果の高い左手ピッツィカートなど強烈な技巧が随所に盛り込まれた作品であるため、ヴァイオリン演奏家からは難曲として挙げられている。

## 概要

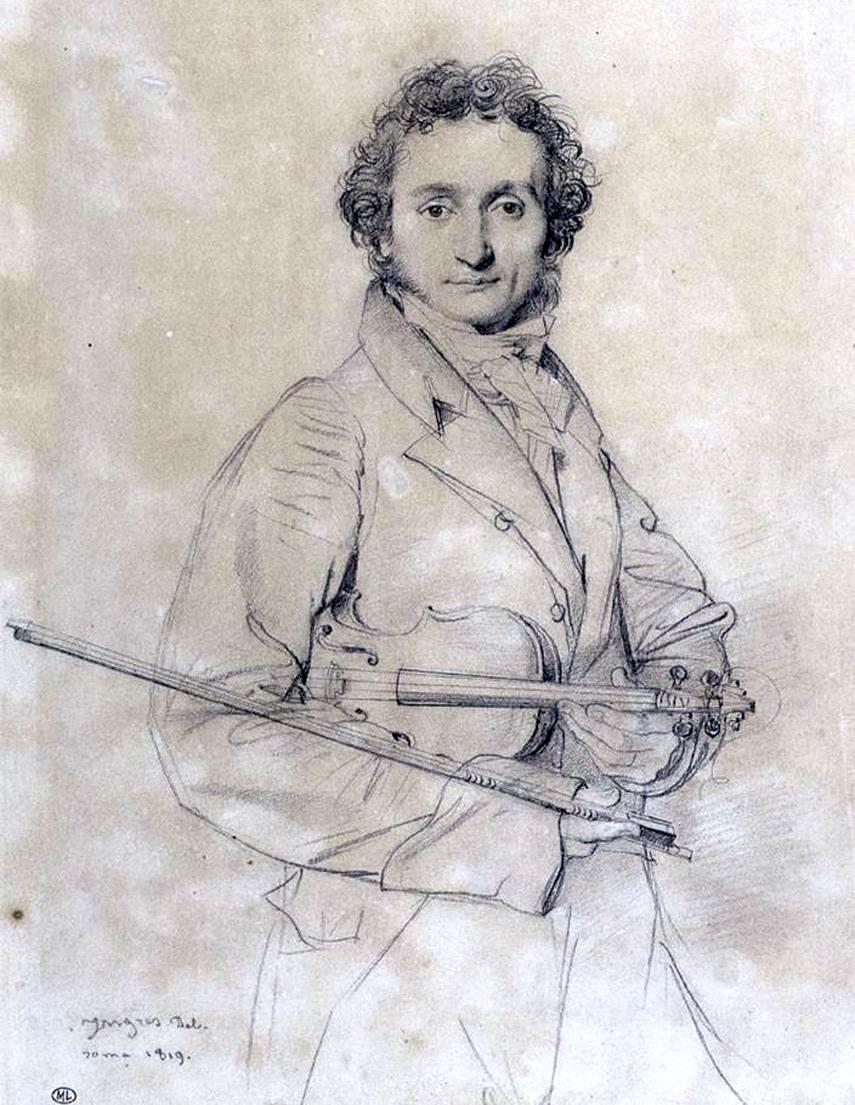
ニコロ・パガニーニ

1800年から1810年頃にかけてジェノヴァ（正確な場所は不明）で作曲され、その10年後の1820年にミラノで「作品1」としてリコルディ社から出版された。作曲の動機については不明ではあるが、ピエトロ・ロカテッリやピエール・ロードなどのフランコ・イタリア派作曲家たちからの影響がみられる。
パガニーニが好んだハーモニクスはこの曲集ではなぜか用いられず、舞曲や行進曲のリズムの使用、バロック音楽やジプシー音楽からの影響、ヴェネツィアの舟歌からの引用やギターのトレモロの模倣など、多くのヴァイオリン曲の中で特異な魅力を放っている。
ハンガリー出身の音楽家であるフランツ・リストは、パガニーニの演奏技巧のもつ音楽の可能性に触発され、ピアノ独奏用に第1・5・6・9・17・24番を編曲している（『パガニーニによる大練習曲』）。
リストと同時期に活躍したドイツの音楽家であるロベルト・シューマンもまた、第2～6・9～13・16・19番をピアノ独奏用に編曲した（『パガニーニの奇想曲による練習曲』『パガニーニの奇想曲による6つの演奏会用練習曲』）ほか、第24番を除く23曲をピアノ伴奏付きの作品として編曲している。

## 構成
- アルメニア人のNikolay_Madoyanによる演奏（全曲）

### 第1番ホ長調
アンダンテ、4分の2拍子。
右手運弓の練習と移弦によるスピッカートの練習。
アルペッジョを一弓の動作で演奏し往復するので、左手の運指は4弦に4本の指をすべて対応しなければならない。高音域のポジションを正確に把握するので訓練が必要。
なお、このスピッカートは他の作曲家にも大きな影響を与えており、例えばフェリックス・メンデルスゾーンの『ヴァイオリン協奏曲』では、第1楽章のカデンツァで技巧を誇示する材料にされている。
リストの『パガニーニによる大練習曲第4番』の原曲。

### 第2番ロ短調
モデラート、8分の6拍子。
移弦の練習。E線とG線、D線といった離れた音域の弦を円滑に移動するので洗練された弓さばきが必要。ヴァイオリン曲にはよく現れる語法で、ジョヴァンニ・バッティスタ・ヴィオッティの『ヴァイオリン協奏曲第22番』の第1楽章にも例がある。
シューマンの『パガニーニの奇想曲による6つの演奏会用練習曲第5番 作品10-5』の原曲。

### 第3番ホ短調
ソステヌート - プレスト、4分の4拍子 - 8分の3拍子。
序盤はオクターヴ重音とダブルトリルの連続。プレストの中間部はホ長調に転調し、16分音符での流れるような旋律。
シューマンの『パガニーニの奇想曲による6つの演奏会用練習曲第6番 作品10-6』の原曲。

### 第4番ハ短調
マエストーソ、4分の2拍子。
3度重音の練習。主題は優雅な旋律ながら時に32分音符の速いパッセージが混じる。左手の柔軟なポジションチェンジが必要。
シューマンの『パガニーニの奇想曲による6つの演奏会用練習曲第4番 作品10-4』の原曲。

### 第5番イ短調
アジタート、4分の4拍子。
前奏と後奏はカデンツァ風のアルペッジョ、主部はサルタート奏法による無窮動からなる。
シューマンの『パガニーニの奇想曲による練習曲第1番 作品3-1』、リストの『パガニーニによる大練習曲第1番』の原曲（序奏と後奏のみ）。

### 第6番ト短調
（アダージョ）、4分の3拍子。
トレモロを背景に息の長い旋律が演奏される。
シューマンの『パガニーニの奇想曲による6つの演奏会用練習曲第2番 作品10-2』、リストの『パガニーニによる大練習曲第1番』の原曲。

### 第7番 イ短調
（指定記号無し）、8分の6拍子。
オクターヴの重音の舟歌風の旋律で始まり、投弓スタッカートによるアルペッジョ、スチールが散りばめられている。

### 第8番変ホ長調
マエストーソ、4分の4拍子、A-B-A-B-Aの連鎖形式。
Aはオクターヴ重音と音階、Bは16分音符の細かい動き。

### 第9番 ホ長調
アレグレット、4分の2拍子、A-B-A-C-Aの変則的なロンド形式。
優雅な（長三度・6度）重音奏法の練習。少女と老人とが掛け合いで歌うさまを模写したといわれる。極めて有名な曲で、楽譜には、フルートとホルンの掛け合いを模した指定がある。
シューマンの『パガニーニの奇想曲による練習曲第2番 作品3-2』、リストの『パガニーニによる大練習曲第5番』の原曲で、リストは編曲に当たって『狩（La caccia）』の名を与えた。

### 第10番 ト短調
ヴィヴァーチェ、8分の6拍子、三部形式。
速い16分音符のスタッカートとトリルの練習。
シューマンの『パガニーニの奇想曲による6つの演奏会用練習曲第3番 作品10-3』の原曲。

### 第11番ハ長調
アンダンテ - プレスト、4分の3拍子 - 4分の2拍子、三部形式。
重音を多用した第1部と、はねるリズムを中心にした中間部から成る。
シューマンの『パガニーニの奇想曲による練習曲第3番 作品3-3』の原曲（第1部だけ借用）。

### 第12番変イ長調
アレグロ、4分の4拍子。
幅広い跳躍音程がレガートで奏される。
シューマンの『パガニーニの奇想曲による6つの演奏会用練習曲第1番 作品10-1』の原曲。

### 第13番変ロ長調
アレグロ、8分の6拍子、ダ・カーポを用いた三部形式。
3度重音の下降音型による第1部と、16分音符の跳躍音型による中間部から成り、第1部の響きから『悪魔の微笑み（La risata del diavolo）』という愛称で呼ばれることもある。
シューマンの『パガニーニの奇想曲による練習曲第4番 作品3-4』の原曲。

### 第14番 変ホ長調
モデラート、4分の2拍子。
重音と3重音、4重音による軍隊行進曲風の旋律が、重音奏法で処理される明快な曲。

### 第15番 ホ短調
ポサート、8分の6拍子、ダ・カーポを用いた三部形式。
第7番の縮小版のような曲で、舟歌風の旋律と、その変奏による第1部、広い範囲の音階による中間部から成る。

### 第16番 ト短調
プレスト、4分の3拍子。
16分音符による無窮道。レガート運弓におけるスモルツァンド、アクセント位置の変化など右手の練習曲。
シューマンの『パガニーニの奇想曲による練習曲第6番 作品3-6』の原曲。

### 第17番 変ホ長調
ソステヌート - アンダンテ、4分の4拍子、序奏部付きのダ・カーポを用いた三部形式。
リストも意識した、華麗な装飾音に彩られた曲。パガニーニ自身もアンコールでしばしば演奏したといわれる作品。冒頭Es音はG・D弦で重音になる。高音部の音階主題と、応えるG・D弦の重音が素材。
同音を2つの弦で奏でるのはヴァイオリンとヴィオラのみの能力であり、ピアノ演奏家に不可能な技巧を見せつける大家の面目躍如である。

### 第18番 ハ長調
コッレンテ - アレグロ、8分の6拍子 - 4分の4拍子、ダ・カーポを用いた三部形式。
ホルン信号を模倣しG線のみで奏される第1部と、スタッカートの3度重音による中間部から成る。

### 第19番 変ホ長調
レント - アレグロ・アッサイ、4分の4拍子、序奏部付きの三部形式。
オクターヴ重音による短い序奏に続く第1部は幅広い音程の跳躍練習。中間部はハ短調の速いパッセージ部分から成り、ここではG線の使用しか認められない。
シューマンの『パガニーニの奇想曲による練習曲第5番 作品3-5』の原曲。

### 第20番ニ長調
アレグレット、8分の6拍子、ダ・カーポを用いた三部形式。
第1部はD音のドローン上を息の長い旋律が彩り、中間部は対照的にトリルがついた16分音符の速いパッセージとなる。

### 第21番イ長調
アモローゾ - プレスト、4分の4拍子。A-A-Bのバール形式。
短い序奏の後のA部分は6度重音による甘い旋律だが、B部分は一変して速い16分音符の音階的パッセージで、飛ばす弓の奏法が要求される。

### 第22番ヘ長調
マルカート、8分の拍子、ダ・カーポを用いた三部形式。
第1部は6度・3度・10度重音の練習曲、中間部はニ短調で16分音符の跳躍音程によっていて、第20番の2番様相を示している。

### 第23番 変ホ長調
ポサート、8分の6拍子、ダ・カーポを用いた三部形式。
第1部はオクターヴ重音と高音域での半音階下降によっている。中間部はハ短調で32分音符の下降する速い音階パッセージで構成される。

### 第24番 イ短調

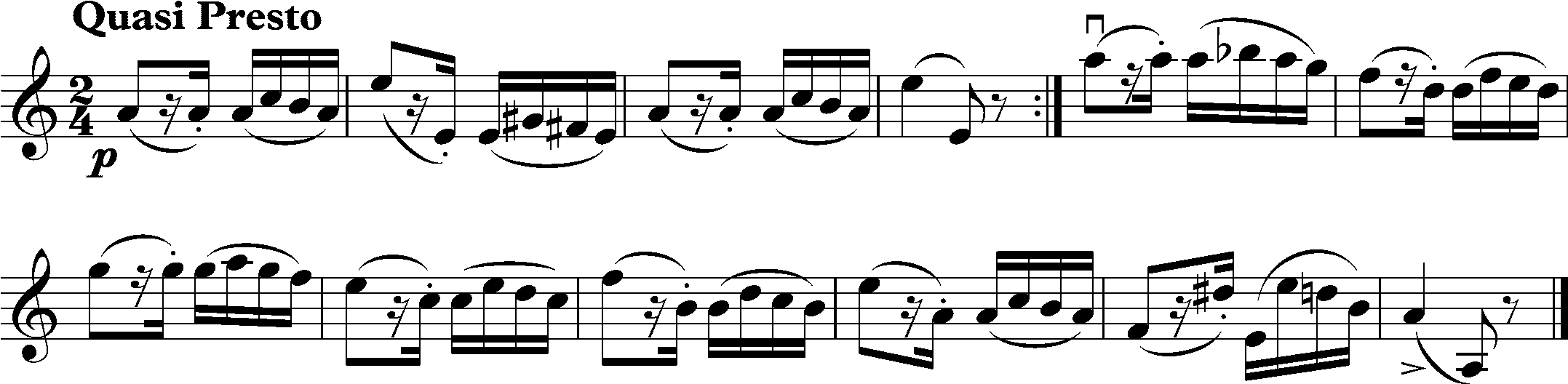
主題

クアジ・プレスト、4分の2拍子。
本曲集の終曲であり、非常に有名な作品。全曲をまとめるにふさわしい華々しい変奏曲であり、主題と11の変奏、それにフィナーレが付随する。わずか16小節の主題が、あらゆるヴァイオリン奏法によって展開され、変奏される。
この第24番は、後の作曲家達の手によって『パガニーニの主題による変奏曲』として改作されており、リストの『パガニーニによる大練習曲第6番』やヨハネス・ブラームスの『パガニーニの主題による変奏曲』、セルゲイ・ラフマニノフの『パガニーニの主題による狂詩曲』など、ロマン派や近代・現代の作曲家達が競って改作、編曲している（詳しくは「en:Caprice No. 24 (Paganini)」を参照）。
主題：開放弦で非常に響きがよい。
変奏：順に、アルペッジョ（第1変奏）、オクターヴ奏法（第3変奏）、極端な高音での半音階を材料にした変奏（第4変奏）、高音と低音との交互演奏（第5変奏）、左手ピッツィカート（第9変奏）などが展開する。最後のフィナーレではイ長調で華々しく締めくくる。